# Hoya obscura
Hoya obscura är en oleanderväxtart som beskrevs av Adolph Daniel Edward Elmer och C.M. Burton. Hoya obscura ingår i släktet Hoya och familjen oleanderväxter. Inga underarter finns listade i Catalogue of Life.